# 오광찰
오광찰(吳光札:?~?)은 고려 후기 무신이다. 본관은 동복(同福)이다. 아버지는 고려 문하시중을 지낸 오대승이다.

## 생애 및 활동사항
오광찰은 1276년(충렬왕 2년)에 병자방(丙子榜) 병과(丙科) 1위로 급제하여, 검교대장군(檢校大將軍)을 거쳐 조정 대부 호위 대장군(明仁殿)을 역임하였는데, 이때 충렬왕이 붉은 가죽띠를 하사하였다. 이는 광찰의 아들 중 오조영(祖英)이 총애를 받고 있었기 때문에 이 명이 있었다.

## 가족관계
고조부-오현좌(동복군)
증조부-오녕(동복군)
- 조부-오중환(호장)
  - 부-오대승(문하시중)
    - 본인-오광찰(호위대장군)
      - 자-오선(찬성사)
      - 자-오조영(삼중대광)

    - 동생-오광명(무과재신)
      - 조카-오인경(좌찬성)
      - 조카-오연지(좌찬성)

    - 동생-오광식(호위대장군)
      - 조카-오각(군기사감역)
      - 조카-오길부(장사랑)

    - 동생-오광붕

## 참고 문헌
- 고려사절요
- 등과록전편(登科錄前編)